# السد (مكيراس)

تعديل مصدري - تعديل

السد هي إحدى قرى عزلة مكيراس بمديرية مكيراس التابعة لمحافظة البيضاء، بلغ تعداد سكانها 118 نسمة حسب تعداد اليمن لعام 2004.